# Aurélie Perrillat-Collomb
Aurélie Perrillat-Collomb, née Storti le 3 mai 1980 à Champagnole, est une fondeuse française, multiple championne de France. Elle participe aux Jeux olympiques d'hiver de 2006, à Turin après avoir pris part aux Jeux olympiques d'hiver de 2002 à Salt Lake City.

## Palmarès

### Coupe du monde
- 40e du classement général de la coupe du monde 2006
- Meilleure performance sur des épreuves de la Coupe du monde : 14e

### Championnats de France
Championne de France Elite :
- Longue distance : 2004
- Sprint : 2006
- Poursuite : 2006

Vice-championne de France : 
- Longue distance : 2003